# Uzdiszentpéter
Uzdiszentpéter (románul Sânpetru de Câmpie, németül Petersdorf) falu Romániában, Maros megyében, Uzdiszentpéter község központja.

## Fekvése
Marosvásárhelytől 30 km-re északnyugatra fekszik, Barlabás, Meződomb, Sztrinatanya, Uzdiszentgyörgy és Tuson tartozik hozzá.

## Története
Nevét 1268-ban  Ouzd néven említik először. Nevének előtagja egykori úz lakóira utal. 1303-ban Ozdscentpet(ur) [Dl. 30 591] néven említette egy oklevél. Későbbi névváltozatai: 1305-ben Scenpetur, 1329-ben t. Ozdscenpetur, 1334-ben St. petro néven volt említve.
1303 után Ózdszentpétert Ózd megyében fekvőnek mondták, ami Györffy György szerint esperesi "megyét" jelenthetett. A település az Agmánd nemzetség birtoka volt, melyen 1303 után a nemzetség tagjai megosztoztak.
Temploma román stílusban épült, középkori, a 16. században, amikor a falu lakossága felveszi a református hitet, a templomot is átalakítják ennek megfelelően.
A falu egykor szarvasmarha vásárairól volt híres. A 17. század közepén fejedelmi udvarház állt itt. Református temploma van.
1910-ben 1550, többségben román lakosa volt, jelentős magyar kisebbséggel. A trianoni békeszerződésig Kolozs vármegye Nagysármási járásához tartozott. 1992-ben 1110 lakosából 741 román, 170 magyar, 1 német volt.

## Híres emberek
Itt született 1900-ban Léczfalvi Bitay Árpád, festőművész.